# La Mandràgora
La Mandràgora (italià: La Mandragola) és una peça teatral satírica de l'escriptor renaixentista Nicolau Maquiavel (Niccolò Macchiavelli). Es tracta d'una comèdia en prosa de cinc actes, amb pròleg en vers. Ficcionalitza la situació corrupta de la societat italiana mentre ell es trobava exiliat, suposadament per haver conspirat contra la família Mèdici. L'obra va ser escrita entre 1504 1518, representada per primer cop el 1518 i impresa tres cops: el 1522, 1524 i 1526. És considerada una fita del teatre occidental. A més de representar un argument de conquesta amorosa en el qual tenen protagonisme les situacions d'emergència i els pocs escrúpols, s'hi desenvolupa al darrere una teoria d'estratègia política, sobre l'art de la participació, la manipulació, la persuasió i la conquesta d'un objectiu.

## Argument
L'acció de l'obra té lloc en el transcurs de 24 hores. El protagonista, Callimaco, que ha viscut a París durant una llarga temporada, vol anar-se'n al llit amb la florentina Lucrezia, la bella i jove esposa d'un home gran, Nicia, a qui tothom pren per estúpid. Nicia desitja més que res tenir un fill que li faci d'hereu, però encara no en té cap. Callimaco conspira amb un casamenter (Ligurio) un capellà (fra Timoteu) i un criat (Siro). Convenç Nicia de drogar la Lucrezia amb mandràgora, dient-li que la farà més fèrtil. Però aquesta suposada droga té un inconvenient, i és que aquell home que primer se'n vagi al llit amb ella després de prendre-la, morirà. Callimaco li suggereix de trobar algun idiota que no sospiti res per dormir amb ella. Lucrezia, sense estar gens convençuda, finalment accedeix a les súpliques de la seva mare Sòstrata i el capellà de fer cas al seu marit. Callimaco es disfressa de pidolaire i fra Timoteu es disfressa de Callimaco: Nicia i el fra disfressat surten de nit amb els servents a buscar aquest boc expiatori, que no és ningú menys que Callimaco disfressat. Callimaco i Lucrezia passen la nit junts i ella, creient que si ha trencat els seus vots matrimonials ha estat per providència divina, li promet que podrà repetir com a amant habitual.

## Significació i recepció de l'obra
La Mandràgora va agradar molt als papes Mèdici, que la varen veure representat l'any 1524 a la ciutat de Roma. De fet, Maquiavel va escriure les cançons que precedeixen cadascun dels actes de la comèdia per a una representació per a Climent VII. La comèdia com a gènere havia agradat molt als humanistes renaixentistes, però la major part d'allò que es produïa a l'època eren adaptacions o reelaboracions de Terenci. La imaginació, en canvi, destaca a La Mandràgora. La importància de Maquiavel és la d'haver elaborat una comèdia totalment nova. Els seus models són òbviament els clàssics, però no es tracta d'una imitació. Té més afinitats, com ja s'ha exposat en les fonts de l'obra, amb Giovanni Boccaccio que amb els models clàssics.
Alhora, l'obra representa una crítica social contra totes les institucions italianes de l'època, des de les unitats familiars fins a l'Església Catòlica. L'interès i el cinisme són la norma en aquesta societat que representa Maquiavel, i la satisfacció dels desigs n'és l'únic motor. La crítica apareix, malgrat l'aparent sarcasme de la situació, de boca dels personatges més baixos de l'obra.

## Adaptacions posteriors
L'obra de Maquiavel ha tingut bona fortuna en l'època contemporània, i ha estat revisitat molts cops. La Riverside Shakespeare Company la va representar a la Casa Italiana de Nova York el 1979, amb Tom Hanks en el paper de Callimaco, el seu únic paper de teatre a la ciutat. La versió anava dirigida per Dan Southern, amb partitura de jazz escrita pel pianista Michael Wolff i decorats de Gerard Bourcier.
El 1965 es va produir una versió cinematogràfica italiana del mateix títol, dirigida per Alberto Lattuada i interpretada per Philippe Leroy (Callimaco), Rosanna Schiaffino (Lucrezia), Jean Claude Brialy (Ligurio), Romolo Valli (Nicia), Nilla Pizzi (Sostrata), Armando Bandini (Siro) i Totò (frare Timoteo).
Una traducció a l'anglès de Wallace Shawn va suscitar representacions el 1977 al Public Theatre de Nova York i al National Theatre de Londres el 1984.
Algunes adaptacions musicals de l'obra són La Mandragola, d'Ignatz Waghalter. El llibret és de Paul Eger, i va estrenar-se a la Deutsches Opernhaus de Berlín. Després de rebre molt bones crítiques, es va planejar un tour per tot Europa, que va acabar cancel·lant-se degut a l'esclat de la Primera Guerra Mundial.
Una òpera més recent és l'adaptació sèrbia del compositor Ivan Jevtic, de 2009, estrenada aquell mateix any al teatre Madlenianum de Belgrad.
Michael Alfreds i Anthony Bowles en van realitzar una adaptació musical el 1968, Mandrake, que s'ha estrenat a Edimburg, Londres o Nova York, entre altres llocs.
Una altra versió en musical és la titulada Mandragola, de Doug Riley, amb llibret d'Alan Gordon, que es va estrenar al Canadà a la CBC Radio l'octubre de 1977, i que després es va publicar com a LP a la discogràfica de la mateixa CBC.
El 2008 es va estrenar una pel·lícula rodada a Sassari, Sardenya, titulada The Mandrake Root. Està produïda per European Drama Network i rodada en llengua anglesa amb alguns parts en italià, amb un argument molt proper a l'original de Maquiavel. Va ser nominada com millor drama de 2008 per la Royal Television Society, secció Midlands.
Una tercera versió fílmica va sortir el 2009, distribuïda per Cines, dirigida per Edoardo Sala, amb Mario Scaccia en el paper del frare Timoteo.